# Sojus MS-09
Sojus MS-09 war ein Flug des russischen Raumschiffs Sojus zur Internationalen Raumstation. Im Rahmen des ISS-Programms trägt der Flug die Bezeichnung ISS AF-55S. Es war der 55. Besuch eines Sojus-Raumschiffs an der ISS und der 161. Flug im Sojusprogramm.

## Besatzung

### Hauptbesatzung
- Sergei Walerjewitsch Prokopjew (1. Raumflug), Kommandant (Russland/Roskosmos)
- Alexander Gerst (2. Raumflug), Bordingenieur (Deutschland/ESA)
(mit der ESA-Mission Horizons)
- Serena Auñón-Chancellor (1. Raumflug), Bordingenieurin (USA/NASA)

Ursprünglich war die NASA-Astronautin Jeanette Epps für diesen Flug vorgesehen. Im Januar 2018 wurde sie jedoch kurzfristig ohne Angabe von Gründen aus der Mannschaft genommen. Die NASA teilte mit, dass sie jedoch für spätere Flüge eingeteilt werden könnte.

### Ersatzmannschaft
- Oleg Dmitrijewitsch Kononenko (4. Raumflug), Kommandant (Russland/Roskosmos)
- David Saint-Jacques (1. Raumflug), Bordingenieur (Kanada/CSA)
- Anne McClain (1. Raumflug), Bordingenieurin (USA/NASA)

Wie üblich flogen Kononenko, Saint-Jacques und McClain als Hauptbesatzung der übernächsten Mission – Sojus MS-11 – selbst zur ISS.

## Missionsbeschreibung
Die Mission Sojus MS-09 brachte drei Besatzungsmitglieder der ISS-Expeditionen 56 und 57 zur Internationalen Raumstation.
Wie bei Sojus MS-07 und Sojus MS-08 wurde für diese Mission wieder auf den klassischen Zweitagesanflug zurückgegriffen. Grund war die spezielle Positionierung der ISS für die Landung von Sojus MS-07 bei Tageslicht. Es war nicht möglich, die Station zu repositionieren, um den schnellen Vier-Orbit/Sechs-Stunden oder den neuen superschnellen Zwei-Orbit/Drei-Stunden-Anflug zu ermöglichen.
Das Abdocken erfolgte am 20. Dezember 2018 um 01:40 UTC, damit begann auf der Station die Expedition 58 mit Oleg Kononenko als Kommandant. Die Landung erfolgte am selben Tag ca. 4 Stunden später in der kasachischen Steppe 147 km südöstlich von Scheskasgan.

### Leck im Raumschiff
Am 29. August, während der Schlafphase der Expedition-56-Besatzung, bemerkte die Flugleitung einen leichten, aber ungewöhnlichen Druckabfall in der Raumstation. Da keine unmittelbare Gefahr drohte, wurde die Besatzung nicht geweckt. Am nächsten Tag konnten die Raumfahrer den Ort des Druckabfalls feststellen: Das Raumschiff Sojus MS-09, das mit geöffneter Luke am Rasswet-Modul angekoppelt war. Im Orbitalmodul entdeckten die Raumfahrer ein kleines Loch von etwa zwei Millimeter Durchmesser, fotografierten es, und verschlossen es provisorisch. Es herrschte Uneinigkeit, wie mit dem Leck umzugehen sei. Die NASA und der ISS-Kommandant Drew Feustel befürworteten eine genaue Untersuchung, um anschließend eine Methode zu finden, das Loch dauerhaft zu verschließen. Da sich das Leck jedoch in einem russischen Raumschiff befand, setzte sich Roskosmos mit dem Vorschlag durch, das Loch sofort zu verstopfen, was die Kosmonauten Oleg Artemjew und Sergei Prokopjew im Laufe des Tages durchführten.
Offensichtlich wurde das Loch nicht durch einen Einschlag eines Mikrometeoriten oder eine Kollision mit Weltraummüll verursacht. Der Leiter von Roskosmos, Dmitri Rogosin teilte mit, dass es sich um eine Bohrung von innen handele. Spuren zeigen, wie der Bohrer über das Material geglitten sei. Es sei eine Frage der Ehre für RKK Energija, den Verantwortlichen zu finden, zu klären, ob es sich um einen Fehler oder Vorsatz handelt, und wo dies geschah: auf der Erde oder im Weltraum. Ein Jahr später erklärte Rogosin, man habe herausgefunden wie das Loch entstanden sei, werde diese Information aber geheim halten.
Auf die Landung hatte das Bohrloch keinen Einfluss, da das Orbitalmodul bereits im Weltraum abgesprengt wurde. Die Crew saß währenddessen im Landemodul, welches die Rückkehrkapsel für den Wiedereintritt darstellt.

## Galerie

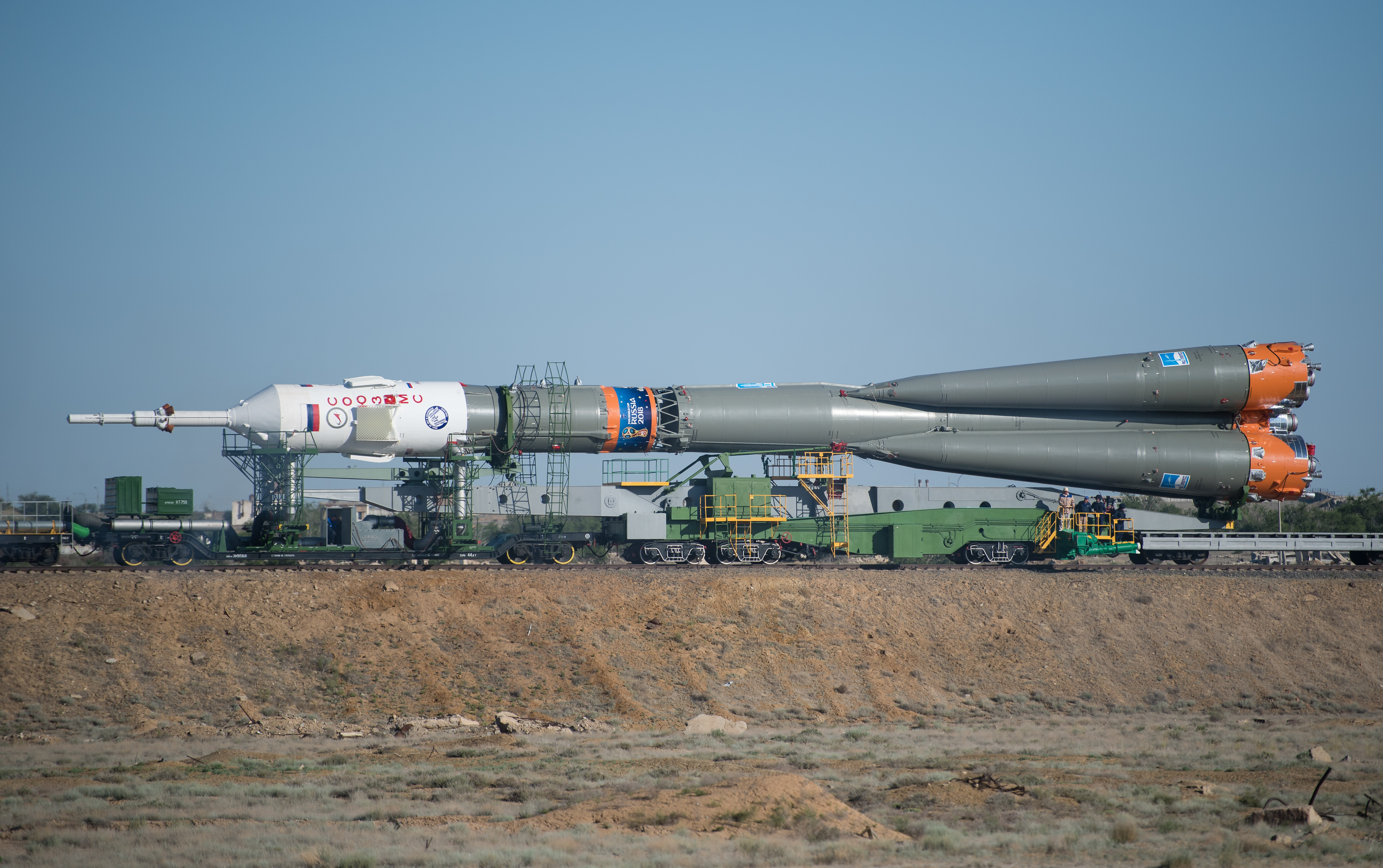
Der Rollout der Rakete am 4. Juni 2018
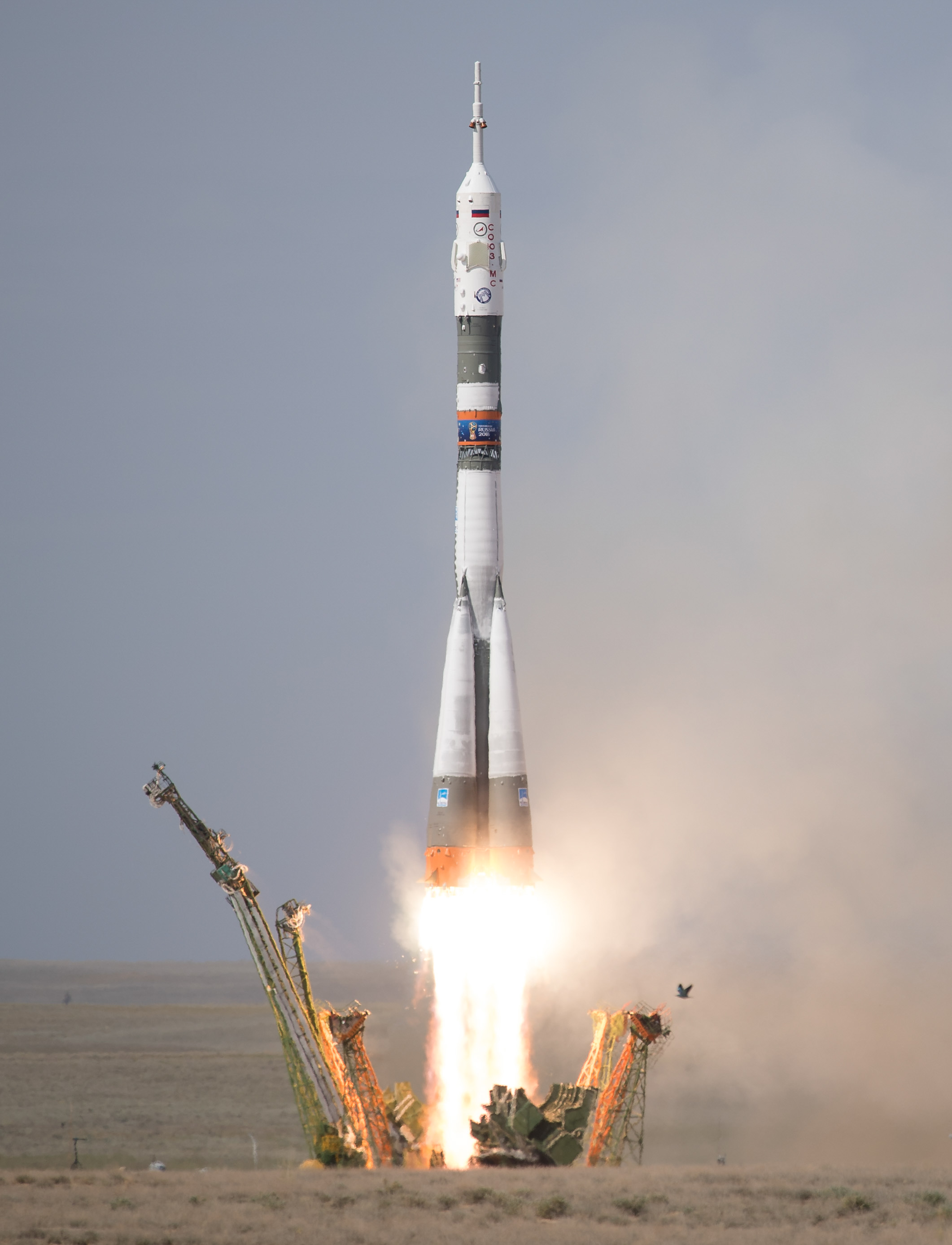
Der Start am 6. Juni
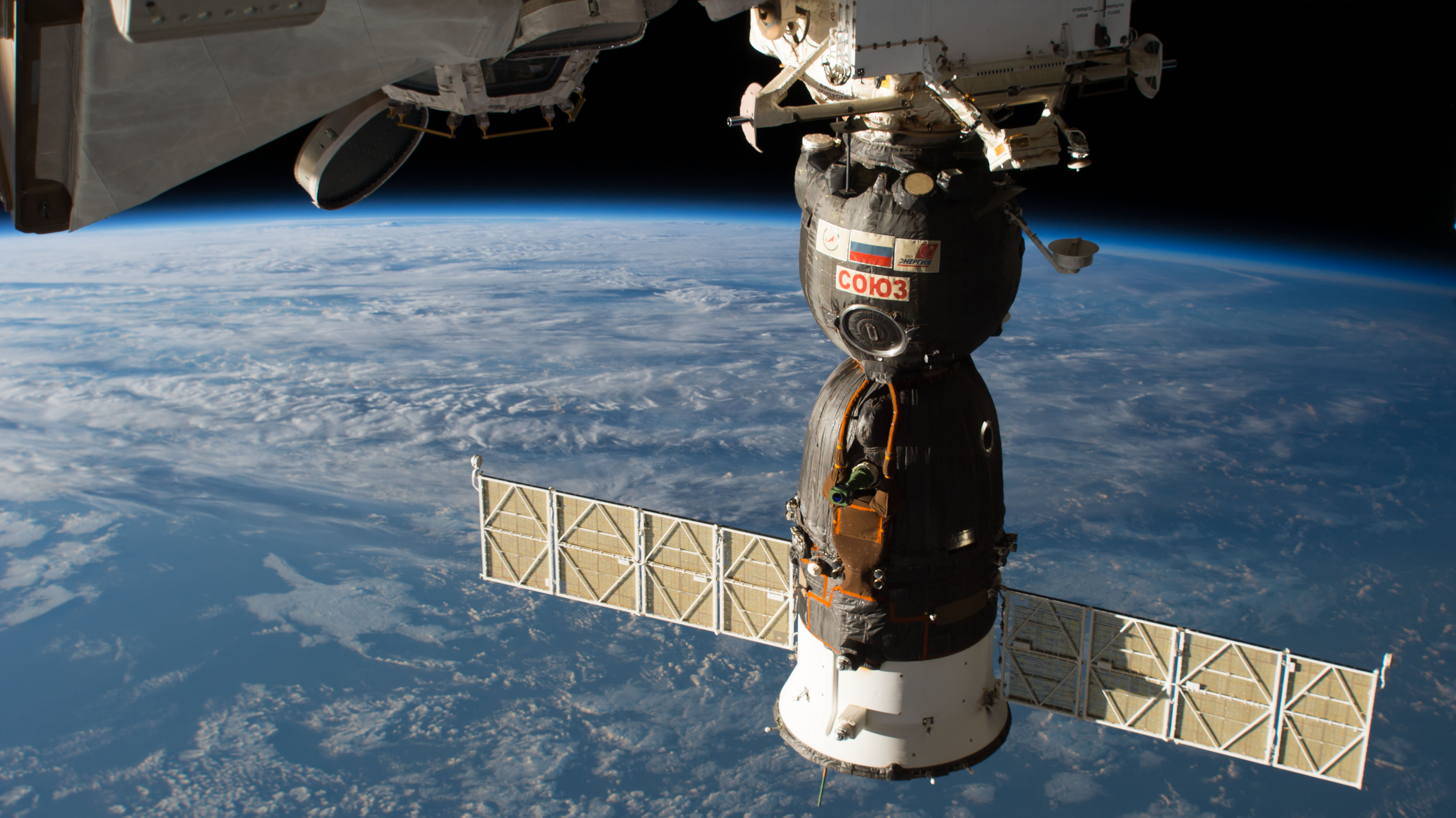
Das Raumschiff an Rasswet am 29. August 2018
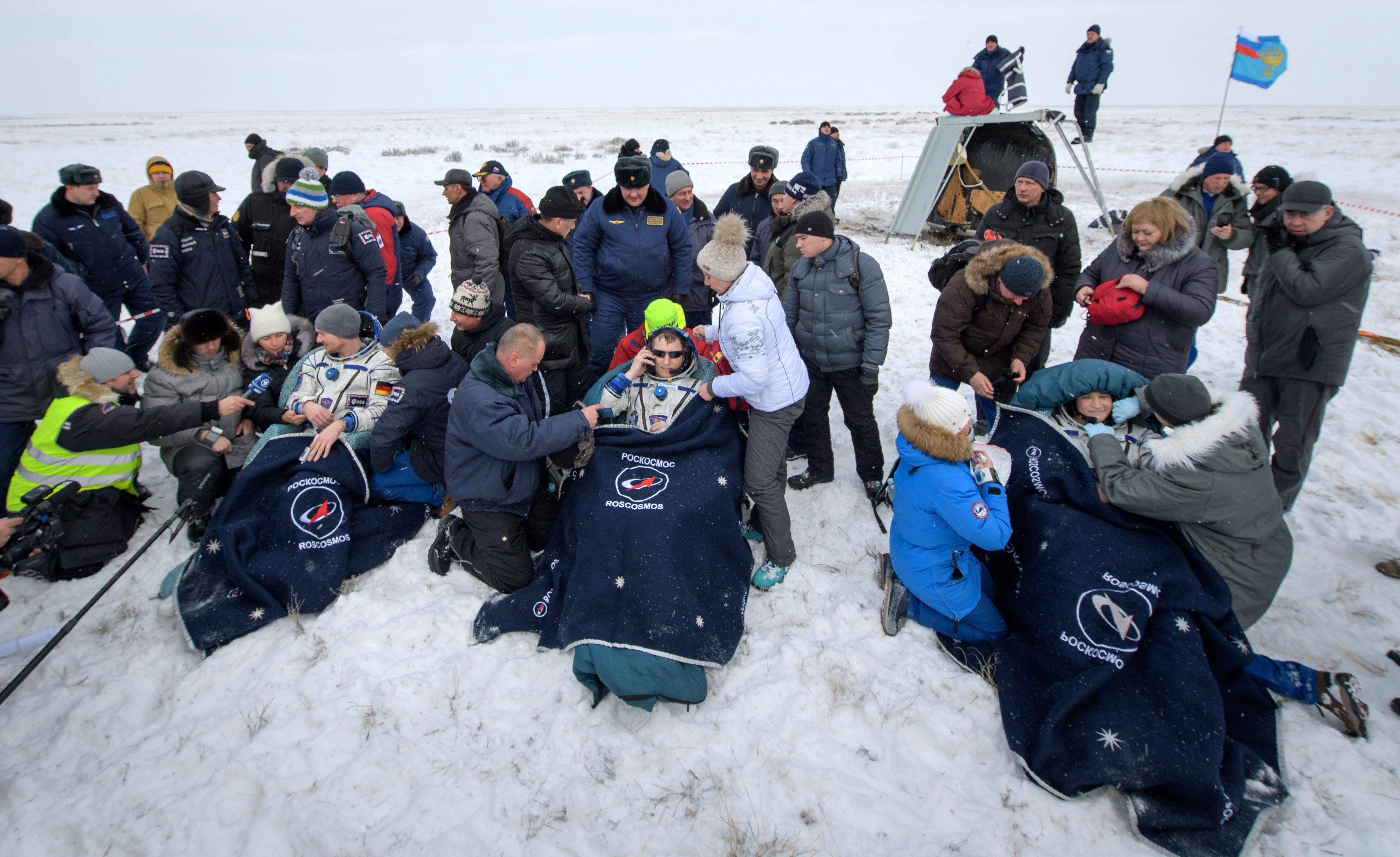
Die Crew mit den Helfern kurz nach der Landung